# 空気電池
空気電池(くうきでんち)とは正極活物質として空気中の酸素、負極活物質として金属を用いる電池の総称である。金属空気電池とも呼ばれ、燃料電池の一種として分類される。

## 概要
正極には表面積を増やすため多孔質にしたガス拡散電極が用いられる。負極に亜鉛を使用した電池が古くから利用されており、近年アルミニウム、マグネシウム、リチウム等を用いる形式が注目されている。充電は充電専用電極または負極と電解液を交換するメカニカルチャージが使用される。現在利用されている方式としてはシールで密封した状態で提供され、使用開始時にシールを剥がし空気穴をあけることで放電が始まる一次電池の乾電池形式のものだが、負極の活物質を補充することで燃料電池としての性格も持たせられるため、電気自動車向けとして近年研究が進められている。

## 特徴
正極側の活物質が酸素なので電池容器内に正極活物質を充填する必要が無い。そのために電池容器内の大部分の空間に負極側活物質を充填することができ、放電容量を大きくすることができる。これは原理的に化学電池の中で最も大きなエネルギー密度にできることを意味する。そのため、同規模の体積の場合リチウムイオン電池と比べても大容量化が可能である。一方、正極は空気を取り入れるので構造が複雑になる。電解液が徐々に蒸発するので密閉化(シールドバッテリー)が困難。

## 放電容量の比較
負極活物質となる金属によって電池としての性能は異なる。2010年において自動車向けに使用される一般的なリチウムイオン電池は200Wh/kg程度であるため、重量あたりの電気容量は飛躍的に増大しうる。
| 金属/空気電池 | 計算上の開放電圧, V | 理論上の貯蔵エネルギー Wh/kg (酸素を含む) | 理論上の貯蔵エネルギー Wh/kg (酸素を含まない) |
| ------------- | ------------------- | ----------------------------------------- | --------------------------------------------- |
| Li/O2         | 2.91                | 5200                                      | 11140                                         |
| Na/O2         | 1.94                | 1677                                      | 2260                                          |
| Ca/O2         | 3.12                | 2990                                      | 4180                                          |
| Mg/O2         | 2.93                | 2789                                      | 6462                                          |
| Al/O2         | 2.71                | 4300                                      | 8100                                          |
| Zn/O2         | 1.65                | 1090                                      | 1350                                          |

## 実用化への課題
空気亜鉛電池が古くから利用されているにもかかわらず、他のよりエネルギー密度の高い金属を用いた空気電池の実用化への道は険しい。詳しくは個々の記事に記載されているので、本記事では全般的な課題を述べる。
- 正極の高性能化
  - 空気中から酸素を吸収しこれを水酸化物イオンに変換する必要があり、イオン化傾向の高い金属を利用する負極と比べてイオン化の進行速度が劣り、電池全体のボトルネックになりやすい。これが電気自動車向けなどの単位重量あたりの出力を向上させる際に大きな課題となる。これに対し多孔質炭素電極に対してフッ素化合物を含有させることで酸素溶解性を向上させる方式が提案されている。[3]
- 自動車向けに実用化する場合、交換式金属電極の規格化が必要
- 電極交換式とする場合、放電したあとの金属電極を精錬して再び金属電極とするために多大なエネルギーが必要となる
  - 金属を再生する必要エネルギーが大きくエネルギー収支上問題があるだけでなく、工業レベルで安価に再生する技術的な目処も立っていない状況である

## 二次電池化への課題
- 充電すると負極活物質の化学的性質が不安定になるため、充電サイクルを稼ぐことが難しい
- 充電時に負極の金属がデンドライト（金属樹）成長を起こすため短絡が生じる
- 充電効率が悪い
  - 一次電池なら容積のギリギリまで金属を充填できるが二次電池は余裕が必要
  - 空気極に使用している炭素材料が酸化消耗してしまう

### 課題への対策
- 機械式充電方式。放電後、新しい負極に物理的に入れ替える
  - 電気式充電より容易だが、リサイクルのためのインフラが必要
- 三電極方式。放電では多孔質炭素材料が使用され、充電では非酸化性の多孔質金属材料などを自動で切り替える。
- 空気極へWC、Coなど酸素過電圧を低下させる物質を添加する
- 耐酸化性のある触媒を添加する

## 主な空気電池
- 空気亜鉛電池　補聴器の電源等に使用される。
- 空気鉄電池
- 空気アルミニウム電池
- 空気マグネシウム電池
- リチウム・空気電池
- 燃料電池

## 参照
1. ↑   マグネシウム燃料電池 -  The Magnesium Civilization.
2. ↑  株式会社日立製作所. 空気電池 - 特開1993-258782.
3. ↑  トヨタ自動車株式会社. 空気電池 - 特開2009-252637.